# Antarctoperla altera
Antarctoperla altera är en bäcksländeart som beskrevs av Peter Zwick 1973. Antarctoperla altera ingår i släktet Antarctoperla och familjen Gripopterygidae. Inga underarter finns listade i Catalogue of Life.